# Val-de-Livre
Val-de-Livre é uma comuna francesa na região administrativa do Grande Leste, no departamento de Marne. Estende-se por uma área de 22.34 km², e possui 620 habitantes, segundo o censo de 2018, com uma densidade de 28 hab/km².